# Sculeni (okręg Jassy)
Sculeni – wieś w Rumunii, w okręgu Jassy, w gminie Victoria. W 2011 roku liczyła 412 mieszkańców.